# رحلة العبدري
رحلة العبدري، المعروفة أيضًا باسم الرحلة المغربية، هي مؤلف من أدب الرحلات دوّنه أبو عبد الله محمد بن محمد العبدري الحيحي، أحد أعلام القرن السابع الهجري. وُلد العبدري في منطقة حاحة في المغرب، وقد تولى منصب القضاء في مدينة مراكش.

## الهدف والدافع
انطلقت رحلته يوم الخامس والعشرين من ذي القعدة سنة 688 هـ (يناير 1290م تقريبًا) ، ولم تقتصر رحلة العبدري على غاية واحدة، بل جاءت مدفوعة بمقاصد متعددة، كان في مقدمتها أداء فريضة الحج، باعتباره واجبًا دينيًا ومقامًا روحانيًا يسعى المسلمون إلى بلوغه. غير أن الرحلة اتخذت أيضًا بعدًا علميًا وثقافيًا، إذ حرص العبدري على لقاء العلماء والفقهاء في مختلف الأمصار، رغبة في الاستفادة من معارفهم وتوسيع مداركه في علوم الشريعة، وقد جسدت هذه الرحلة روح الترحال المعرفي التي تميز بها العديد من أعلام القرون الوسطى في العالم الإسلامي، ممن جمعوا بين العبادة وطلب العلم واكتشاف المجتمعات، والتفقه في المذاهب الإسلامية واتباع منهجية الرحالة الكبار في العصور الوسطى.

## مسار الرحلة
التقى العبدري أخاه يحيى في حاجة وانطلقا عبر ثلاثين مرحلة عبر سوس والأطلس فمرّ أثناء رحلته بعدد من الحواضر الإسلامية الكبرى، مثل فاس، وتلمسان، وبجاية، وتونس، وطرابلس، والإسكندرية، والقاهرة، ثم عبر سيناء نحو مكة المكرمة والمدينة المنورة، وعاد بعدها عبر الشام. تركّز الرحلة على الجوانب الوصفية والملاحظات النقدية المرتبطة بالواقع الاجتماعي، وتُعد من بين النماذج البارزة لأدب الرحلة في المغرب خلال العصر الوسيط، كما تُوفّر معطيات مهمة لفهم أحوال العالم الإسلامي في القرن السابع الهجري.

## المكانة والأثر
تُعتبر رحلة العبدري من مؤلفات الأدب الجغرافي العربي في العصور الوسطى، وتحتوي معلومات دقيقة وشاملة حول آثار البلدان وعادات سكانها. فقد أشاد بها المستشرق الفرنسي شيربونو واصفًا إياها بأنها "من أكثر الكتب العربية فائدة ومتعة" لصحة تحقيقاتها الجغرافية، وأيضًا لتفاصيلها الدقيقة عن الآثار القديمة:
«إنني ما رأيت كتاباً عربياً مفيداً ممتعاً على درجـة رحلـة العبدري، ليـس لصحة تحقيقاته الجغرافية فقط، ولكن أيضاً لتفاصيلـه عن الآثار القديمـة، ولدراستـه للعادات، ولتقديمه لنا جُـل علماء القرن السابع الهجري المسلمين».
تمثل الرحلة نموذجًا مبكرًا لأدب الرحلات المغربية الذي يَستند إلى التجربة الذاتية والمشاهدة المباشرة بدلاً من الاقتصار على تلخيص المصادر السابقة. وقد استشهد بها عدد من مؤرخي الأدب والجغرافيا، منهم علي إبراهيم كردي، عمر فروخ، والأب زركلي، الذين اعتبروها مرجعًا مهمًا في دراسة الجغرافيا والتاريخ والأدب الإسلامي في تلك الحقبة.

## منهج العبدري
يُبرز محمد الدباغ في دراسته عن العبدري، ضمن كتابه "من أعلام الفكر والأدب في العصر المريني"، ملامح واضحة من منهج هذا الرحالة في تقييمه للمدن والمجتمعات التي زارها،

يتضح من ذلك أن العبدري قد جعل من وجود العلماء مقياسًا لجدارة المكان بالحياة والاعتبار، وهو ما يشكّل أحد المبادئ الأساسية في منهجه. فقد كان يرى أن العلم هو أساس الاستخلاف في الأرض، وأن غيابه يُفقد المجتمعات قيمتها ومعناها، حتى ليُفضل لأهلها باطن الأرض على ظاهرها إذا جهلوا هذه الحقيقة، حيث يقول:
"كان العبدري إذا دخل مدينة فلم يعثر فيها على عالم سخط وأبدى من أجل ذلك أسى كبيرا وأسفا عميقا، واعتبر ذلك المكان كأنه معدوم بالمرة، إذ لا وجود لمكان علا فيه الجهل وخلا من العلماء، ويزيد أساه حدة إذا كان لذلك المكان ماض مجيد(..) فإذا فوجئ بخلو المدن التي زارها من أهل العلم اضطربت نفسه، وضاق صدره وسجل اضطرابه وانفعاله بأسلوب عنيف قد يصل إلى حد الهجاء..".